# Paramesochra mielkei
Paramesochra mielkei is een eenoogkreeftjessoort uit de familie van de Paramesochridae. De wetenschappelijke naam van de soort is voor het eerst geldig gepubliceerd in 1987 door Huys.